# Новакович, Стоянка
Стоянка Новакович (серб. Stojanka Novaković / Стојанка Новаковић), известная более под псевдонимом Стоя (серб. Стоја / Stoja; родилась 4 июня 1972 в Перлезе) — югославская и сербская певица в стиле турбо-фолк.

## Биография
Окончила начальную школу города Перлез и среднюю школу города Зренянин. Пением занялась ещё в раннем детстве, талант унаследовала от своего отца Милана. В школьном хоре была первым голосом. Карьеру певицы начала в возрасте 26 лет, записав альбом Kako je meni sada. Записывала свои альбомы преимущественно на лейбле Grand Production, владельцем которого являлась боснийская певица Лепа Брена. Стоянка взяла псевдоним Стоя, под которым и выступает сейчас. Считается одной из самых популярных певиц на Балканах. В 2000 году становилась певицей года в Сербии, в 2005 году выиграла аналогичное звание в Боснии. Самыми известными синглами Стои считаются песни «Ćiki, ćiki», «Samo idi» и «Umri». Проживает в Белграде.

## Дискография

### Альбомы
- Kako je meni sada (1998)
- Ćiki, ćiki (1999)
- Samo (2000)
- Evropa (2001)
- Zakletva (2003)
- 5 (2004)
- Metak (2006)
- Do gole kože (2008)
- Naj, naj (2009)

### Синглы
- 2010
  - Kakva sam, takva sam
  - Živi i uživaj
  - Revolucija
- 2011
  - Polako
  - Idi gde ti volja
- 2012
  - Šuki
  - Sad ja tebe neću
  - Pare, pare

### Совместные выступления
- Tika tak (2003) с Сейо Калачем
- Osveta (2009) с группой Južni Vetar